# اندیس کوه راندولا
کوه راندولا یک اندیس غیرفلزی است که در حوالی شهر اشنویه استان آذربایجان غربی قرار دارد و مادهٔ معدنی موجود در آن، سنگ تزئینی است.سنگ میزبان این اندیس توده نفوذی دیوریتی - گرانودیوریتی است و دیرینگی آن به دوران پرکامبرین می‌رسد. 